# Гелерт (хълм)
Хълмът Гелерт (на унгарски: Gellért-hegy; на немски: Blocksberg; на латински: Mons Sancti Gerhardi; на турски: Gürz İlyas Bayırı) е 235-метров хълм на десния бряг на река Дунав в централната част на Будапеща, столицата на Унгария.
В подножието на хълма, до Моста на свободата, се намират прочутият хотел „Гелерт“ и Гелертовите бани. Във вътрешността на хълма, с излаз към Дунав и хотел „Гелерт“, се простира Гелертовата пещера. На върха на хълма се намира Цитаделата, от която се разкриват гледки над цяла Будапеща и поречието на Дунав.
От XV век насам хълмът носи името на свети Герард (Гелерт) – бенедиктински монах, който според легендата при голямо въстание на езичници от 1046 година бил хвърлен от хълма в буре и така намерил смъртта си.

## История
През XVIII век склоновете на хълма Гелерт са покрити с лозя и разположеният в подножието на хълма район Табан (Tabán) е влиятелен винарски център в тогавашния град Буда. Според поземлен регистър от 1789 година с лозя били заети 128 хектара от хълма и само 7,62 хектара били използвани за пасища.
През същото столетие на върха на хълма е издигнато разпятие, обновено през 1820 г. Всяка година на Велики Понеделник процесии се изкачвали по стръмния път нагоре по хълма, за да отбележат възкресението Христово. На близките ливади се разпъвали много шатри и сергии.
Цитаделата на върха на Гелерт е построена след Унгарската революция от 1848 – 1849 година от управляващата австрийска династия на Хабсбургите, тъй като в случай на бъдещо въстание хълмът представлявал стратегическа позиция за обстрел, както на разположената на този бряг на Дунав Буда, така и на Пеща на отсрещния бряг.
В подземието на Цитаделата има военен музей, посветен на участието на Унгария във Втората световна война. Срещу входна такса са достъпни изложба на унгарските светци, бункерен музей на восъчни фигури и експозиция „История на хълма Гелерт“.
Сред забележителностите на хълма е и високата статуя на жена, държаща палмова клонка в ръцете си, издигната в чест на победата на СССР над Нацистка Германия. След падането на комунизма текстът на статуята е променен и днес почита общо паметта на героите, паднали в жертва за свободата и независимостта на Унгария.

## Съвременно състояние
Гелерт и неговото подножие днес е скъп жилищен квартал, с голям брой посолства и посланически жилища. От 1987 г. районът е включен в Списък на световното културно и природно наследство на ЮНЕСКО като част от „Бреговете на Дунав“.
Голяма част от хълма се състои от парково пространство. Сред наблюдаваните животински видове са прилепите и таралежите.
През януари 2007 г. при частни строителни дейности е открита нова пещера под хълма Гелерт. Има 3 зали, с дължина 60 m и ширина 18 m. Вътрешността ѝ изобилства от бели кристали, съставени от гипс, калцит и арагонит. Пещерата е датирана на 300 000 – 500 000 години, възникнала при появата на вече пресъхнал геотермален минерален извор. Новооткритата пещера е поставена веднага под защита.